# Marikita
Marikita è un brano del gruppo musicale italiano Ricchi e Poveri del 2016.

## Descrizione
La canzone è la prima incisa dai Ricchi e Poveri nella nuova veste di duo, in seguito al ritiro del "baffo" Franco Gatti, il basso del gruppo. Interpretata in lingua spagnola da Angelo Sotgiu ed Angela Brambati, i membri superstiti del complesso, il testo è stato scritto da Angelo Sotgiu, mentre la musica è stata composta dallo stesso in collaborazione con Dario Farina. Gli arrangiamenti sono stati curati da Mario Natale ed Alessandro Sotgiu.
Il 23 dicembre è uscito il singolo digitale distribuito da Sony Music e prodotto dai Ricchi e Poveri.
Marikita è stata inserita nella colonna sonora della pellicola natalizia di Fausto Brizzi Poveri ma ricchi, avente per protagonisti Christian De Sica, Enrico Brignano e Lucia Ocone, uscita nelle sale cinematografiche il 15 dicembre.
In merito alla fase di ideazione e scrittura Angelo ha dichiarato: «L’ispirazione per "Marikita" mi è venuta una sera a casa mentre guardavo la tv, non trovavo nulla che mi distraesse, ma solo episodi di cronaca. In un momento di tristezza, ho spento tutto, ho preso la chitarra ed è nata la prima strofa. Mentre eravamo in barca in Sardegna, l’ho fatta ascoltare ad Angela che ha iniziato a ballare entusiasta ed ho pensato di ultimare il singolo con Dario Farina. Marikita significa coccinella, mi è piaciuta l’idea di portare fortuna con la musica. La canzone è stata concepita in spagnolo perché la musicalità mi ha, quasi naturalmente, condotto verso quella lingua». Angela ha aggiunto: «Ci siamo divertiti molto a provarlo e ballarlo, così ci è venuta l’idea di proporre un singolo che trasmetta allegria e positività».

## Promozione
La canzone viene presentata per la prima volta in televisione il 23 dicembre nel varietà di Rai 1 Music Quiz, condotto da Amadeus, in seguito ad Affari tuoi - Lotteria Italia, ad una puntata de La vita in diretta, sempre sul primo canale Rai, e ad una puntata di Che tempo che fa su Rai 3. Il 27 marzo avviene la prima promozione radiofonica su Rai Radio 2, in seguito entra in rotazione in varie stazioni radio. Il 19 maggio sono ospiti su RTL 102.5 dove presentano il videoclip di Marikita ed interpretano alcuni loro grandi successi durante la trasmissione Suite 102.5. Il 2 giugno sono i protagonisti di puntata dello show di TV8 Singing in the Car condotto da Lodovica Comello, mentre il 13 sono ospiti dal Trio Medusa su Radio DeeJay.

## Video musicale
Il 20 gennaio 2017 viene pubblicato su YouTube da Vevo il videoclip ufficiale diretto da Giuseppe Valenzise, con le coreografie di Angela Brambati, girato a Milano con band cubana e corpo di ballo della scuola milanese "Salsabeatdance".

## Tracce
- Marikita - 2'47" (Angelo Sotgiu - Dario Farina)